# Citizens Bank Park
O Citizens Bank Park é um estádio localizado na Philadelphia, Pennsylvania. É a casa do time de baseball Philadelphia Phillies, da MLB. Foi inaugurado em 3 de abril de 2004, tem capacidade para 43.302 lugares.
O estádio substituiu o antigo Veterans Stadium, que sediava os jogos do Phillies e do Philadelphia Eagles, da NFL. Em 1998 os times decidiram que cada clube precisava de um estádio próprio (assim como em Pittsburgh quando Pirates (MLB) e Steelers (NFL) abandonaram o Three Rivers Stadium por estádios próprios).
Começou a ser construído em junho de 2001 e dois anos depois o Citizens Bank adquiriu por 25 anos e US$ 95 milhões de dólares o direito ao nome do estádio.